# Piłka ręczna na Igrzyskach Ameryki Środkowej 2013
Turnieje piłki ręcznej na X Igrzyskach Ameryki Środkowej odbyły się w dniach 4–8 marca 2013 roku w stolicy Kostaryki, San José. Turnieje służyły również jako kwalifikacje do innych zawodów.

## Informacje ogólne
Rozegrane systemem kołowym zawody odbyły się w Gimnasio de la Ciudad Deportiva de Hatillo w dniach 4–8 marca 2013 roku.
Triumfowali w nich Nikaraguańczycy i Kostarykanki. Czołowe trójki obu turniejów zyskały awans do Igrzysk Ameryki Środkowej i Karaibów 2014, triumfatorki żeńskich rozgrywek dodatkowo zaś do Mistrzostw Ameryki 2013.

## Podsumowanie

### Klasyfikacja medalowa
| Klasyfikacja medalowa | Klasyfikacja medalowa | Klasyfikacja medalowa | Klasyfikacja medalowa | Klasyfikacja medalowa | Klasyfikacja medalowa |
| Miejsce               | Reprezentacja         | Złoto                 | Srebro                | Brąz                  | Razem                 |
| --------------------- | --------------------- | --------------------- | --------------------- | --------------------- | --------------------- |
| 1                     | Nikaragua             | 1                     | 0                     | 1                     | 2                     |
| 1                     | Kostaryka             | 1                     | 0                     | 1                     | 2                     |
| 3                     | Gwatemala             | 0                     | 2                     | 0                     | 2                     |
| Razem                 | Razem                 | 2                     | 2                     | 2                     | 6                     |

### Medaliści
| Konkurencja | 1. miejsce | 2. miejsce | 3. miejsce |
| ----------- | ---------- | ---------- | ---------- |
| Mężczyźni   | Nikaragua  | Gwatemala  | Kostaryka  |
| Kobiety     | Kostaryka  | Gwatemala  | Nikaragua  |

## Mężczyźni

### Mecze
| 4 marca 2013 | Salwador | 28:36 | Nikaragua | Gimnasio de la Ciudad Deportiva de Hatillo, San José |
| 4 marca 2013 |          | 28:36 |           | Gimnasio de la Ciudad Deportiva de Hatillo, San José |

| 4 marca 2013 | Kostaryka | 24:19 | Honduras | Gimnasio de la Ciudad Deportiva de Hatillo, San José |
| 4 marca 2013 |           | 24:19 |          | Gimnasio de la Ciudad Deportiva de Hatillo, San José |

| 5 marca 2013 | Gwatemala | 32:22 | Honduras | Gimnasio de la Ciudad Deportiva de Hatillo, San José |
| 5 marca 2013 |           | 32:22 |          | Gimnasio de la Ciudad Deportiva de Hatillo, San José |

| 5 marca 2013 | Kostaryka | 29:24 | Nikaragua | Gimnasio de la Ciudad Deportiva de Hatillo, San José |
| 5 marca 2013 |           | 29:24 |           | Gimnasio de la Ciudad Deportiva de Hatillo, San José |

| 6 marca 2013 | Gwatemala | 35:38 | Nikaragua | Gimnasio de la Ciudad Deportiva de Hatillo, San José |
| 6 marca 2013 |           | 35:38 |           | Gimnasio de la Ciudad Deportiva de Hatillo, San José |

| 6 marca 2013 | Kostaryka | 29:29 | Salwador | Gimnasio de la Ciudad Deportiva de Hatillo, San José |
| 6 marca 2013 |           | 29:29 |          | Gimnasio de la Ciudad Deportiva de Hatillo, San José |

| 7 marca 2013 | Nikaragua | 30:29 | Honduras | Gimnasio de la Ciudad Deportiva de Hatillo, San José |
| 7 marca 2013 |           | 30:29 |          | Gimnasio de la Ciudad Deportiva de Hatillo, San José |

| 7 marca 2013 | Gwatemala | 32:41 | Salwador | Gimnasio de la Ciudad Deportiva de Hatillo, San José |
| 7 marca 2013 |           | 32:41 |          | Gimnasio de la Ciudad Deportiva de Hatillo, San José |

| 8 marca 2013 | Honduras | 30:21 | Salwador | Gimnasio de la Ciudad Deportiva de Hatillo, San José |
| 8 marca 2013 |          | 30:21 |          | Gimnasio de la Ciudad Deportiva de Hatillo, San José |

| 8 marca 2013 | Kostaryka | 16:26 | Gwatemala | Gimnasio de la Ciudad Deportiva de Hatillo, San José |
| 8 marca 2013 |           | 16:26 |           | Gimnasio de la Ciudad Deportiva de Hatillo, San José |

### Klasyfikacja końcowa
| Miejsce | Reprezentacja | Uwagi             |
| ------- | ------------- | ----------------- |
| złoto   | Nikaragua     | awans: CACSO 2014 |
| srebro  | Gwatemala     | awans: CACSO 2014 |
| brąz    | Kostaryka     | awans: CACSO 2014 |
| 4       | Honduras      | -                 |
| 5       | Salwador      | -                 |

## Kobiety

### Mecze
| 4 marca 2013 | Gwatemala | 31:17 | Nikaragua | Gimnasio de la Ciudad Deportiva de Hatillo, San José |
| 4 marca 2013 |           | 31:17 |           | Gimnasio de la Ciudad Deportiva de Hatillo, San José |

| 4 marca 2013 | Kostaryka | 30:18 | Honduras | Gimnasio de la Ciudad Deportiva de Hatillo, San José |
| 4 marca 2013 |           | 30:18 |          | Gimnasio de la Ciudad Deportiva de Hatillo, San José |

| 5 marca 2013 | Salwador | 27:13 | Honduras | Gimnasio de la Ciudad Deportiva de Hatillo, San José |
| 5 marca 2013 |          | 27:13 |          | Gimnasio de la Ciudad Deportiva de Hatillo, San José |

| 5 marca 2013 | Kostaryka | 33:21 | Nikaragua | Gimnasio de la Ciudad Deportiva de Hatillo, San José |
| 5 marca 2013 |           | 33:21 |           | Gimnasio de la Ciudad Deportiva de Hatillo, San José |

| 6 marca 2013 | Gwatemala | 45:13 | Honduras | Gimnasio de la Ciudad Deportiva de Hatillo, San José |
| 6 marca 2013 |           | 45:13 |          | Gimnasio de la Ciudad Deportiva de Hatillo, San José |

| 6 marca 2013 | Kostaryka | 33:22 | Salwador | Gimnasio de la Ciudad Deportiva de Hatillo, San José |
| 6 marca 2013 |           | 33:22 |          | Gimnasio de la Ciudad Deportiva de Hatillo, San José |

| 7 marca 2013 | Nikaragua | 36:26 | Honduras | Gimnasio de la Ciudad Deportiva de Hatillo, San José |
| 7 marca 2013 |           | 36:26 |          | Gimnasio de la Ciudad Deportiva de Hatillo, San José |

| 7 marca 2013 | Gwatemala | 23:17 | Salwador | Gimnasio de la Ciudad Deportiva de Hatillo, San José |
| 7 marca 2013 |           | 23:17 |          | Gimnasio de la Ciudad Deportiva de Hatillo, San José |

| 8 marca 2013 | Nikaragua | 29:28 | Salwador | Gimnasio de la Ciudad Deportiva de Hatillo, San José |
| 8 marca 2013 |           | 29:28 |          | Gimnasio de la Ciudad Deportiva de Hatillo, San José |

| 8 marca 2013 | Kostaryka | 20:19 | Gwatemala | Gimnasio de la Ciudad Deportiva de Hatillo, San José |
| 8 marca 2013 |           | 20:19 |           | Gimnasio de la Ciudad Deportiva de Hatillo, San José |

### Klasyfikacja końcowa
| Miejsce | Reprezentacja | Uwagi                                       |
| ------- | ------------- | ------------------------------------------- |
| złoto   | Kostaryka     | awans: Mistrzostwa Ameryki 2013, CACSO 2014 |
| srebro  | Gwatemala     | awans: CACSO 2014                           |
| brąz    | Nikaragua     | awans: CACSO 2014                           |
| 4       | Salwador      | -                                           |
| 5       | Honduras      | -                                           |